# Bolitoglossa anthracina
Bolitoglossa anthracina is een salamander uit de familie longloze salamanders (Plethodontidae). De soort werd voor het eerst wetenschappelijk beschreven door Arden H. Brame, Jay Mathers Savage, David Burton Wake en James Hanken in 2001.

## Verspreiding en habitat
De salamander komt voor in delen van Midden-Amerika en leeft in de landen Costa Rica en Panama. Bolitoglossa anthracina leeft in de nevelwouden van de Caribische zijde van de Cordillera de Talamanca op hoogtes tussen de 1450 en 1700 meter boven zeeniveau.